# Franz Wagner (basquetebolista)
Franz Jacob Wagner (Berlim, 27 de agosto de 2001) é um jogador alemão de basquete profissional que atualmente joga no Orlando Magic da National Basketball Association (NBA).
Wagner começou sua carreira no Alba Berlin e foi nomeado o Melhor Jogador Jovem Alemão da BBL. Ele jogou basquete universitário pela Universidade de Michigan e foi selecionado pelo Magic como a 8º escolha geral no draft da NBA de 2021.
Seu irmão mais velho, Moritz Wagner, também joga no Magic.

## Recrutamento
Wagner foi considerado um recruta de quatro estrelas pela 247Sports e pela Rivals. Entre os programas da Divisão I da NCAA que o recrutaram estavam Butler, Michigan e Stanford. Em 6 de julho de 2019, Wagner se comprometeu a jogar basquete universitário em Michigan sob o comando do técnico Juwan Howard. Ao fazer isso, ele recusou a oportunidade de assinar um contrato profissional com o Alba Berlin.
| Nome | Cidade Natal                     | Escola      | Altura             | Peso           | Data               |
| --- | -------------------------------- | ----------- | ------------------ | -------------- | ------------------ |
| Franz Wagner SF | Berlin, Germany                  | Alba Berlin | 6 ft 7 in (2.01 m) | 190 lb (86 kg) | 6 de julho de 2019 |
| Franz Wagner SF | Recrutamento: Rivals: 247Sports: |             |                    |                |                    |
| Rankings: 247Sports: 43º |                                  |             |                    |                |                    |
| - Nota: Em muitos casos, Scout, Rivals, 247Sports e ESPN podem entrar em conflito em suas listas de altura e peso, nestes casos, a média foi obtida. - Fonte: |                                  |             |                    |                |                    |

## Carreira universitária
Em 21 de outubro de 2019, Wagner fraturou o pulso direito e deveria perder de quatro a seis semanas. Ele fez sua estreia na temporada em 27 de novembro de 2019 e terminou o jogo com seis pontos, três rebotes e um bloqueio em 23 minutos em uma vitória por 83-76 sobre Iowa State nas quartas de final do Torneio Battle 4 Atlantis. Em 6 de dezembro, Wagner registrou 18 pontos na vitória por 103-91 sobre Iowa na abertura da temporada da Big Ten. Em 1º de março de 2020, ele registrou seu primeiro duplo-duplo da carreira com 18 pontos e 10 rebotes em uma derrota por 63-77 para Ohio State. Após a temporada regular, ele foi nomeado para a Equipe de Novatos da Big Ten de 2020.
Durante sua segunda temporada, Wagner teve 14 jogos de dois dígitos e quatro jogos com mais de 20 pontos. Ele teve médias de 13,0 pontos e 6,3 rebotes. Após a temporada, ele foi nomeado para a Segunda-Equipe da Big Ten pelos treinadores e para a Terceira-Equipe pela mídia. Em 4 de maio de 2021, ele se declarou para o draft da NBA de 2021, renunciando à elegibilidade universitária restante.

## Carreira profissional

### Alba Berlim (2017–2019)
Na temporada de 2018-19, Wagner jogou pelo Alba Berlin da Bundesliga de Basquete (BBL). Em maio de 2019, ele ganhou o Prêmio de Melhor Jovem Jogador da BBL. No final da temporada, ele teve média de 4,6 pontos em 12,4 minutos na BBL e jogou minutos limitados na EuroCup.

### Orlando Magic (2021–presente)
Wagner foi selecionado pelo Orlando Magic como a oitava escolha no Draft da NBA de 2021. Em 3 agosto de 2021, ele assinou um contrato de 4 anos e US$22.7 milhões com o Magic.
Em 18 de dezembro contra o Brooklyn Nets, Wagner conseguiu seu primeiro duplo-duplo da NBA com 11 rebotes e 14 pontos. Em 27 de dezembro de 2021, ele marcou 38 pontos em uma derrota por 127-110 para o Milwaukee Bucks. Wagner foi nomeado o Novato do Mês da Conferência Leste pelos jogos disputados em dezembro.
O segundo duplo-duplo de Wagner na NBA ocorreu em 12 de janeiro de 2022 contra o Washington Wizards, quando ele teve 14 pontos e 10 assistências. Isso marcou a primeira vez que um novato do Magic fez 10 ou mais assistências em um jogo. Após a temporada de 2021-22, ele foi nomeado para a Primeira-Equipe de Novatos.
Em 5 de novembro de 2022, Wagner marcou 31 pontos, sua melhor marca da temporada, e registrou seis assistências em uma derrota por 126–123 na prorrogação contra o Sacramento Kings. Em 29 de dezembro, ele foi suspenso pela NBA por um jogo sem pagamento devido a ter saído do banco durante uma briga em um jogo contra o Detroit Pistons no dia anterior. Wagner terminou sua segunda temporada com médias de 18,6 pontos, 4,1 rebotes e 3,5 assistências.
Em 27 de abril de 2024, Wagner registrou 34 pontos e 13 rebotes, levando o Magic a uma vitória por 112–89 no Jogo 4, empatando a série da Primeira Rodada contra o Cleveland Cavaliers em 2–2.

## Carreira na seleção

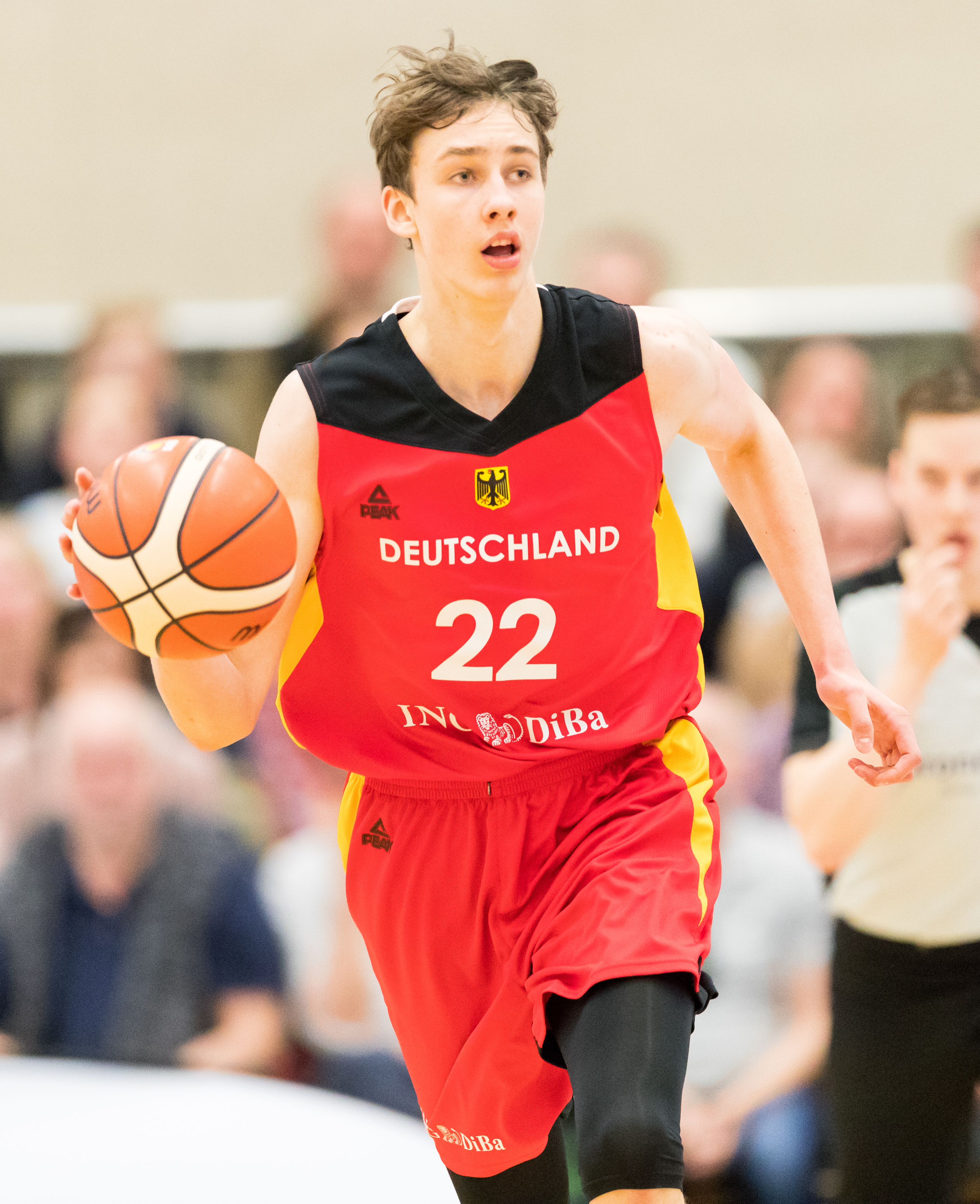
Wagner com a equipe alemã em 2018

Wagner jogou pela Seleção Alemã no EuroBasket Sub-16 de 2017 em Podgorica, Montenegro. Em cinco jogos, ele teve média de 7,4 pontos e sua equipe terminou em 13º lugar. No EuroBasket Sub-18 de 2019 em Volos, Grécia, ele teve médias de 13 pontos e 4,8 rebotes, levando sua equipe ao 11º lugar.
Em 2023, Wagner se tornou campeão mundial, ganhando a medalha de ouro na Copa do Mundo de 2023 com a seleção alemã. Foi a primeira vez que a Alemanha venceu o torneio. Em reconhecimento ao seu desempenho individual, Wagner foi nomeado para a Segunda Equipe do torneio.

## Estatísticas da carreira

### NBA

#### Temporada regular
| Ano      | Equipe   | PJ  | PT  | MPJ  | AP   | 3P   | LL   | RT  | AS  | BR  | TO | PPJ  |
| -------- | -------- | --- | --- | ---- | ---- | ---- | ---- | --- | --- | --- | -- | ---- |
| 2021–22  | Orlando  | 79  | 79  | 30.7 | .468 | .354 | .863 | 4.5 | 2.9 | .9  | .4 | 15.2 |
| 2022–23  | Orlando  | 80  | 80  | 32.6 | .485 | .361 | .842 | 4.1 | 3.5 | 1.0 | .2 | 18.6 |
| 2023–24  | Orlando  | 72  | 72  | 32.5 | .482 | .281 | .850 | 5.3 | 3.7 | 1.1 | .4 | 19.7 |
| Carreira | Carreira | 231 | 231 | 31.9 | .478 | .332 | .851 | 4.6 | 3.3 | 1.0 | .3 | 17.8 |

#### Playoffs
| Ano  | Equipe  | PJ | PT | MPJ  | AP   | 3P   | LL   | RT  | AS  | BR | TO  | PPJ  |
| ---- | ------- | -- | -- | ---- | ---- | ---- | ---- | --- | --- | -- | --- | ---- |
| 2024 | Orlando | 7  | 7  | 37.1 | .408 | .265 | .886 | 6.9 | 4.4 | .7 | 1.3 | 18.9 |

### Universitário
| Ano      | Equipe   | PJ | PT | MPJ  | AP   | 3P   | LL   | RT  | AS  | BR  | TO  | PPJ  |
| -------- | -------- | -- | -- | ---- | ---- | ---- | ---- | --- | --- | --- | --- | ---- |
| 2019–20  | Michigan | 27 | 27 | 30.8 | .452 | .311 | .833 | 5.6 | 1.0 | 1.3 | .6  | 11.6 |
| 2020–21  | Michigan | 28 | 28 | 31.7 | .477 | .343 | .835 | 6.5 | 3.0 | 1.3 | 1.0 | 12.5 |
| Carreira | Carreira | 55 | 55 | 31.2 | .464 | .327 | .834 | 6.0 | 2.0 | 1.3 | .8  | 12.0 |

## Vida pessoal
Wagner é o irmão mais novo do jogador da National Basketball Association (NBA), Moritz Wagner. Moritz jogou duas temporadas de basquete universitário na Universidade de Michigan e foi uma escolha de primeira rodada no draft da NBA de 2018.